# Адольф Тейку
Адо́льф Те́йку Камга́н (англ. Adolphe Teikeu Kamgang; нар. 23 червня 1990, Банджун, Камерун) — камерунський футболіст, центральний захисник.
Відомий також виступами у складі запорізького «Металурга» та «Чорноморця», російських «Краснодара», а також юнацької (U-20) та олімпійської збірних Камеруну. У складі цих команд Тейку став бронзовим призером Всеафриканських ігор, срібним призером першої ліги чемпіонату України та півфіналістом кубку України.

## Клубна кар'єра

### Перші роки
Адольф Тейку Канган народився 23 червня 1990 року у камерунському селищі Мбо, що у провінції міста Банджун. У футбол Тейку почав грати з семи років, як тільки пішов до школи. В Адольфа майже уся сім'я була зайнята у спорті. Його батько, Камган, також грав у футбол, як і старші брати Отіс, що став воротарем та Рауль, що грав на позиції правого захисника. Мати займалася атлетизмом, а сестра грала у Франції у волейбол. Спочатку молодик грав із друзями у футбол, поки вчився у школі. Згодом Адольф поступив до коледжу, футбольна команда якого грала у місцевій першій лізі. У віці 16-ти років Адольф дебютував на рівні першої ліги, при чому перші півроку своєї кар'єри він грав на позиції воротаря. Згодом футболіст перекваліфікувався на позицію півзахисника, а вже згодом почав грати у центрі захисту. У віці 17-ти років Тейку перейшов до іншого футбольного клубу «Арсенал» з міста Яунде, що грав тоді у місцевій Прем'єр-лізі.

### «Металург»
Взимку 2008–2009 років Адольф приїхав в Європу на перегляд до українського футбольного клубу «Металург» з міста Запоріжжя. На той час в українській Прем'єр-лізі була перерва на зиму, під час якої відбувалися тренувальні збори, й було відкрито трансферне вікно. Після збору Тейку підписав із «козаками» повноцінний контракт. Окрім Адольфа до клубу приєднався Міндаугас Калонас. 

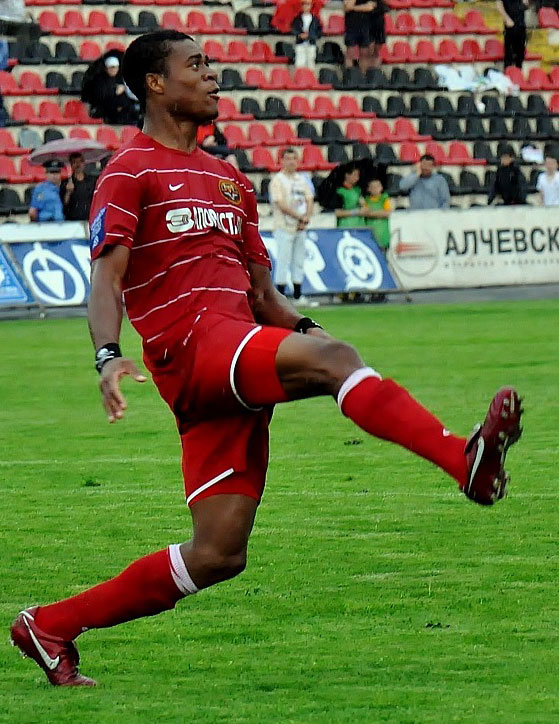
Адольф Тейку під час виступів за «Металург». 21 травня 2011 року.

Свій перший матч у складі запорізької команди камерунець відіграв 21 березня 2009 року на виїзді проти футбольного клубу «Львів». Тейку вийшов на поле у стартовому складі команди, що її тоді головував Олег Лутков. Отримавши жовту картку на 32-й хвилині, Адольф був замінений на 46-й хвилині Сергієм Кривцовим. Приїхавши до чужої країни одною з проблем стала мова. Однак, згодом Адольф вивчив російську мову, якої його навчив партнер по команді Дмитро Невмивака, але українську мову так і не зрозумів. Майже увесь сезон запоріжці трималися у верхній частині таблиці на 5-6 місці, бажаючи наступного сезону потрапити до єврокубків. Однак, по завершенні сезону команда опинилася на сьомій сходинці. На той час у команді грало чимало досвідчених гравців, зокрема, Володимир Аржанов, Віталій Вернидуб, Олексій Годін, Дмитро Невмивака, Віталій Постранський, Тарас Степаненко, Ян Тигорєв тощо.
Відігравши у вищому українському дивізіоні з командою три роки Адольф після провального сезону 2010–2011 років вилетів до першої української ліги. Однак, там команда провела всього один сезон, повернувшись наступного року до елітного дивізіону.
На початку 2012 року Тейку зацікавилася низка футбольних клубів, зокрема донецький «Шахтар», харківський «Металіст» та російський футбольний клуб «Анжі» з Махачкали.
Однак, Адольф переїхав до іншого російського футбольного клубу ― «Краснодару» ― на правах оренди. У складі «чорних буйволів» Адольф відіграв тільки п'ять матчів у російській Прем'єр-лізі сезону 2012–2013 років й клуб з гравцем більше не співпрацювали. Після завершення оренди футболістом зацікавився інший російський  футбольний клуб «Крила Рад» з Самари, проте до підписання контракту справа не дійшла.

### «Чорноморець»
21 березня 2014 року Тейку підписав контракт, розрахований на два з половиною роки з іншим українським клубом — «Чорноморець» з Одеси. У новій команді камерунець узяв собі 52-й номер. Свій перший матч у новому клубі Адольф зіграв вже за день після підписання контракту — 22 березня на домашньому стадіоні «Чорноморець» проти сімферопольської «Таврії», що завершився результатом 0:0. Під час зимового трансферного вікна сезону 2014/15 був переданий в оренду в грозненський «Терек». У червні 2015 року залишив одеський клуб у зв'язку з закінченням дії контракту.

### «Сошо»
21 серпня 2015 року підписав контракт з клубом французької Ліги 2 «Сошо».

#### Статистика виступів
| «Чорноморець» О                                             | ПЛ                | 13-14             | 10  | 0 | 2  | 0 | -  | - | - | 12  | 0 |
| «Чорноморець» О                                             | Всього            | Всього            | 10  | 0 | 2  | 0 |    | 0 | 0 | 12  | 0 |
| «Металург» З                                                | ПЛ                | 13-14             | 11  | 0 | 2  | 0 | -  | - | - | 12  | 0 |
| «Металург» З                                                | ПЛ                | 12-13             | 15  | 1 | 1  | 0 | ПД | 1 | 1 | 17  | 2 |
| «Металург» З                                                | Всього            | Всього            | 26  | 1 | 3  | 0 |    | 1 | 1 | 30  | 1 |
| ФК «Краснодар»                                              | ПЛ                | 12-13             | 5   | 0 | 0  | 0 | -  | - | - | 5   | 0 |
| ФК «Краснодар»                                              | Всього            | Всього            | 5   | 0 | 0  | 0 |    | 0 | 0 | 5   | 0 |
| «Металург» З                                                | 1Л                | 11-12             | 26  | 2 | 4  | 0 | -  | - | - | 30  | 2 |
| «Металург» З                                                | ПЛ                | 10-11             | 26  | 0 | 3  | 0 | ПД | 3 | 0 | 32  | 0 |
| «Металург» З                                                | ПЛ                | 09-10             | 25  | 3 | 2  | 0 | -  | - | - | 27  | 3 |
| «Металург» З                                                | ПЛ                | 08-09             | 10  | 1 | 0  | 0 | ПД | 1 | 0 | 11  | 1 |
| «Металург» З                                                | Всього            | Всього            | 87  | 6 | 9  | 0 |    | 4 | 0 | 100 | 6 |
| Всього за кар'єру                                           | Всього за кар'єру | Всього за кар'єру | 128 | 7 | 14 | 0 |    | 5 | 1 | 147 | 7 |
| ПЛ — Прем'єр-ліга; ПД — першість дублерів; 1Л — перша ліга. |                   |                   |     |   |    |   |    |   |   |     |   |
| Останнє оновлення 20 травня 2014                            |                   |                   |     |   |    |   |    |   |   |     |   |

### Збірна
Тейку неодноразово викликався до лав молодіжної (U-20) та олімпійської збірних Камеруну. Зокрема, у складі збірної (U-20) Адольф брав участь у чемпіонаті світу 2009, що проходив в Єгипті. А у складі олімпійської (U-23) збірної Тейку став капітаном і разом із командою здобув бронзові медалі на Всеафриканських іграх 2011 року.
29 березня 2016 року Тейку зіграв свій перший матч за національну збірну Камеруну у відбірковій грі на КАН-2017 проти Південної Африки, де грав в центрі оборони поруч з Орельєном Шеджу. В підсумку Камерун кваліфікувався на турнір, куди Адольф також поїхав.

#### Матчі
| 01 | 26 вересня 2009 | Суец     | Міжнародний стадіон Мубарака | Південна Корея (U-20) | 2-0 | ЧС (U-20) |  |     |  | [ 14 ] |
| 02 | 29 вересня 2009 | Суец     | Міжнародний стадіон Мубарака | США (U-20)            | 1-4 | ЧС (U-20) |  |     |  | [ 15 ] |
| 03 | 2 жовтня 2009   | Ісмаїлія | Ісмаїлія                     | Німеччина (U-20)      | 0-3 | ЧС (U-20) |  | 67' |  | [ 16 ] |

Всього: 3 матчів; 1 перемога, 2 поразки.

## Титули і досягнення

### Збірна
- Володар Кубку африканських націй (1): 2017
- Бронзовий призер Всеафриканських ігор: 2011.

### Клуби
«Металург» Запоріжжя:
- Срібний призер Першої ліги України: 2011/12.

«Чорноморець» Одеса:
- Півфіналіст Кубка України: 2013/14.

## Цікаві факти
Улюбленим футбольним клубом Адольфа є мадридський «Реал», а улюбленим гравцем — Алессандро Неста.